# Mia Saarinen
Mia Elina Saarinen, född den 23 augusti 1995, är en svensk skådespelare och scripta.
Saarinen växte upp i Olsfors med föräldrar från Finland. I hemmet talade hon företrädesvis svenska men delvis även finska under uppväxten. Genombrottet kom i samband med filmdebuten, när hon fick huvudrollen i det finsk-svenska ungdomsdramat Kid Svensk (2007). Hon har därefter spelat Alice i TV-serien 183 dagar och medverkat i flera kortfilmer. Hon var även scripta för kortfilmen 60 meter.

## Filmografi
- 2007 – Kid Svensk
- 2009 – 183 dagar (TV-serie)
- 2009 – 60 meter (kortfilm)
- 2011 – Banga inte (kortfilm)
- 2013 – ABC (kortfilm)
- 2015 – Svenskjävel